# Tetragoneuria stella
Tetragoneuria stella är en trollsländeart som beskrevs av Williamson in Muttko 1911. Tetragoneuria stella ingår i släktet Tetragoneuria och familjen skimmertrollsländor. IUCN kategoriserar arten globalt som livskraftig. Inga underarter finns listade i Catalogue of Life.